# Ramboldia sorediata
Ramboldia sorediata är en lavart som beskrevs av Kalb. Ramboldia sorediata ingår i släktet Ramboldia och familjen Lecanoraceae.   Inga underarter finns listade i Catalogue of Life.